# Cargol pentalobular

Comparació del cap del cargol pentalobular amb altres tipus similars de caps de cargols

El cargol pentalobular (en anglès i segons la nomenclatura d'Apple Inc. pentalobe security screw) és un tipus de cargol de seguretat, és a dir, un cargol dissenyat per dificultar la seva manipulació per personal aliè. En concret cal un tornavís específic (pentalobular) i poc comú per estrènyer o afluixar aquests cargols. El nom d'aquest cargol fa referència al buit en forma d'estrella de cinc lòbuls present en el seu cap destinat a encaixar l'eina d'estrènyer. Aquest buit al cap del cargol pentalobular és similar al d'un cargol Torx, però el buit dels cargols Torx té 6 puntes i el dels cargols pentalobulars 5 lòbuls, la qual cosa fa que les eines de tots dos sistemes no siguin intercanviables.
Aquest tipus de cargol és usat per Apple i altres fabricants en parts claus d'alguns dels seus productes (per exemple, per fixar una tapadora i així impedir l'accés a l'interior del dispositiu).

## Mides i designacions

Mesura del cargol pentalobular

Existeixen diverses grandàries de cargols (i tornavisos) pentalobulars. Per identificar un d'aquests mides se sol indicar la seva grandària (A) en mil·límetres. Com a alternativa a aquesta forma d'identificar-los també s'utilitza de forma freqüent designacions que comencen per P (usades per l'empresa nord-americana iFixit). Existeixen altres designacions menys usades per referir-se a aquests mateixos mides, com les designacions que comencen per TS (usades, per exemple, pel fabricant CONECTICPLUS) i les designacions que comencen per PL (usades pel fabricant alemany Wiha).
Els cargols pentalobulars més estesos són els de mida P2 (que s'utilitzen en tots els iPhone a partir del iPhone 4 versió Verizon / Sprint / CDMA inclosos), els de mida P5 (que s'utilitza en el MacBook Air i el MacBook Pro amb pantalla de retina), i en menor mesura els de mida P6 (que s'utilitzen en la bateria del MacBook Pro de 15 "de 2009).

### Mides de cargols pentalobulars
| Mides P. | Mides TS | Mides PL | Dimensió   | Ús |
| -------- | -------- | -------- | ---------- | --- |
| P1       | TS0      |          | Desconegut | |
| P2       | TS1      | PL1      | 0,8 mm     | iPhone 4 (tardà), 4S, 5, 5C, 5S, 6, 6 Plus, 6S, 6S Plus, SE, 7, 7 Plus, 8, 8 Plus, iPhone X, Huawei P9 |
| P3       | TS2      |          | Desconegut | |
|          |          | PL2      | 0,9 mm     | Apple Watch Band, fil M1.2                                                                             |
| P4       | TS3      |          | Desconegut | |
|          |          | PL3      | 1,1 mm     | |
| P5       | TS4      | PL4      | 1,2 mm     | MacBook Air i MacBook Pro amb pantalla Retina                                                          |
| P6       | TS5      | PL5      | 1,5 mm     | Bateria del MacBook Pro (2009): només 15 ″. També conegut com l'eina especialitzada d'Apple 922-9101   |
|          |          | PL6      | 1,6 mm     | |

Aquests caps de pentalobe de 5 punts no s'han de confondre amb els caps de Torx que tenen 6 punts. De vegades es veu una designació "DPI" idèntica a "PL" a causa de la confusió. És possible que la nomenclatura "TS" ambigua sigui la mateixa que la designació "PL" quan es fa referència als cargols Pentalobe.
Apple simplement es refereix als cargols per les seves dimensions mil·limètriques. Per exemple, el cargol PL2 que s'utilitza a les puntes que subjecten l'Apple Watch Band s'anomena "Pentalobe 1.1".

### Conflictes en les designacions
Algunes vegades les designacions TS també són utilitzades per a identificar cargols de seguretat Torx Plus. El buit del cap dels cargols Torx Plus és semblant al dels cargols pentalobulars, presentant també 5 lòbuls, però no exactament iguals en la seva forma. A més a més els cargols de seguretat Torx Plus presenten una protuberància al centre, per tant els tornavisos per aquests cargols presenten un buit en el centre de la punta per poder introduir-los en el cap del cargol. Encara que es faci servir el mateix tipus de designació per a ambdós tipus de cargols aquests no es solen confondre, ja que els cargols pentalobulars solen tenir mides inferiors (normalment TS5 o menys) i els cargols de seguretat Torx Plus solen tenir mides superiors (normalment TS8 o més grans) .
D'altra banda les designacions TS també són usades pels cargols Torq-set, així que, per exemple TS5, pot referir-se a dos tipus diferents de cargol.

## Usos en Apple
Els cargols pentalobulars van ser adoptats per Apple a partir del 2009, quan es van utilitzar per primera vegada en el MacBook Pro de 15 polzades. Des de llavors, s'han utilitzat en altres models de MacBook Pro, MacBook Air i iPhone. Apple va ser criticat per la introducció d'aquest tipus de cargols en els seus aparells, ja que dificulta qualsevol actuació del usuari a l'interior d'aquests dispositius.

### MacBook Pro
El primer producte d'Apple que va incloure cargols pentalobulars va ser el model MacBook Pro de 15 polzades de mitjans de 2009. Es van utilitzar tres cargols pentalobulars internament per fixar la bateria al xassís. És possible utilitzar un tornavís de punta plana de 1,5 mm per extreure aquests cargols. Aquest va ser l'únic ús de cargols pentalobulars a l'interior d'aquests ordinadors portàtils ; tots els MacBook Pro posteriors utilitzen cargols de seguretat «tri-wing» per fixar la bateria al xassís del dispositiu, o bé les bateries es troben fixades amb cola.
Els cargols pentalobulars van reaparèixer en la versió de mitjans de 2012 del MacBook Pro. Vuit cargols pentalobulars de 3 mm de llarg i dos d'2,3 mm es van utilitzar externament per fixar la tapadora inferior de la carcassa del dispositiu al seu xassís. La versió de finals de 2012 del MacBook Pro de 13 polzades va ser el primer model de 13 polzades en utilitzar cargols pentalobulars; diversos d'ells es van utilitzar externament de manera similar al MacBook Pro de 15 polzades de mitjan 2012. Cap dels tres models de 17 polzades del MacBook Pro ha utilitzat cap cargol pentalobular.

### MacBook Air

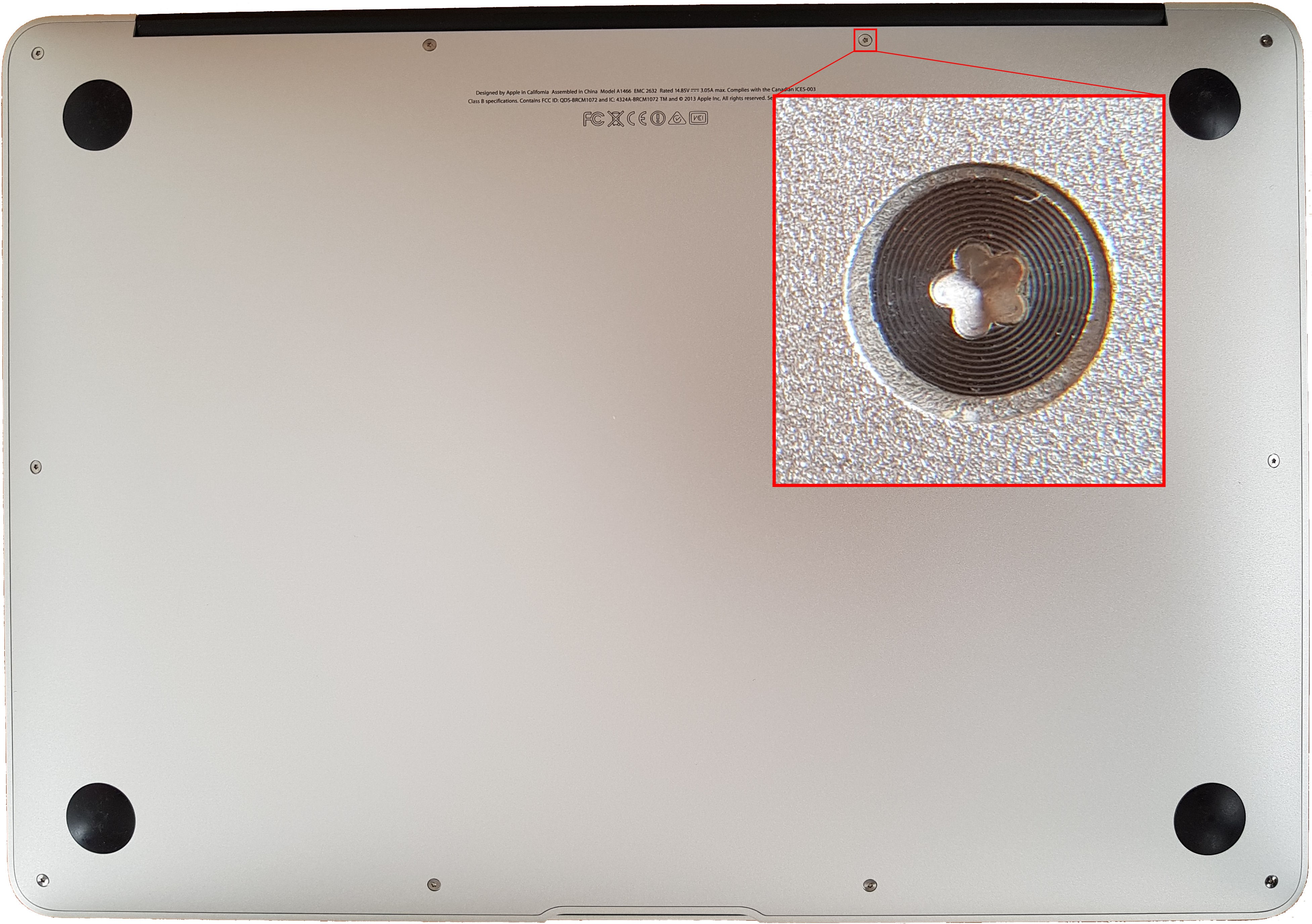
Els 10 cargols exteriors (pentalobulars P5) d'un MacBook Air de 2013 a les vores de la seva tapadora inferior

Apple ha utilitzat els cargols pentalobulars més sovint en els models MacBook Air que en l'els models MacBook Pro. Cinc versions del MacBook Air d'11 polzades (de finals de 2010, mitjan 2011, mitjans de 2012, mitjan 2013 i principis de 2014) inclouen vuit cargols pentalobulars externs de 2,5 mm de llarg i dos de 8 mm de llarg. Cinc versions del MacBook Air de 13 polzades (de finals de 2010, mitjan 2011, mitjans de 2012, mitjan 2013 i principis de 2014) utilitzen vuit cargols pentalobulars de 2,6 mm de llarg i dos de 9 mm de llarg. Els cargols pentalobulars s'han utilitzat únicament a l'exterior en els models MacBook Air.

### iPhone
La primera generació d'iPhone no tenia cargols externs. El iPhone 3G il iPhone 3GS tenien dos cargols Phillips # 00 a banda i banda de la seva connector dock de 30 contactes. La primera vegada que es van incloure cargols pentalobulars en un iPhone va ser en el iPhone 4. En les primeres versions d'aquest model es van usar cargols Phillips # 00 en el seu exterior. En successives versions de l'iPhone 4 aquests cargols es van reemplaçar per dos cargols pentalobulars, un a cada costat del seu connector dock de 30 contactes. Aquests cargols pentalobulars són lleugerament més petits que un Torx Plus de seguretat TS1, ja que mesuren uns 0,8 mm. Si es porta una d'aquestes primeres versions de l'iPhone 4 a una Apple Store per a la seva reparació, els seus dos cargols Phillips # 00 són substituïts per cargols pentalobulars P2.

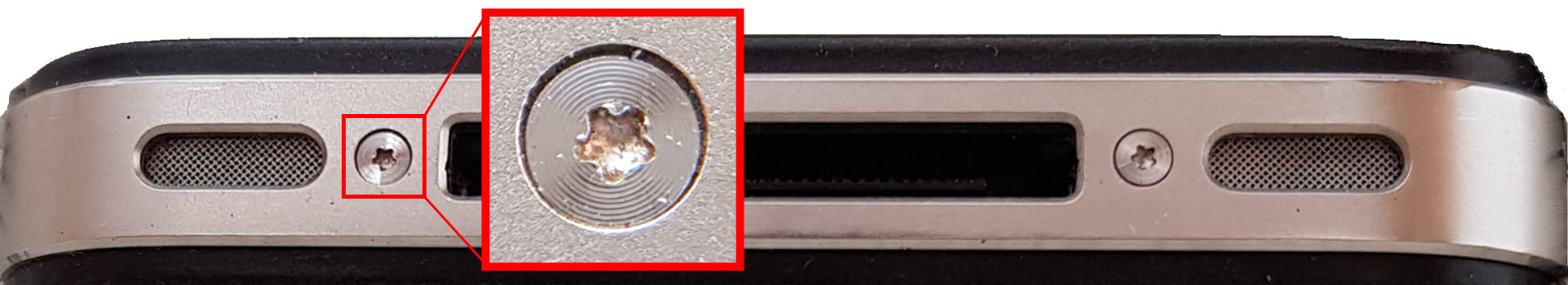
Els 2 cargols exteriors (pentalobulars P2) d'un iPhone 4s a banda i banda de la seva connector dock de 30 contactes

Els cargols pentalobulars trobats en totes les versions del iPhone 4s són idèntics als trobats en les últimes versions de l'iPhone 4.
El iPhone 5 té cargols pentalobulars (P2) similars als de l'iPhone 4s, però tenen una longitud major (3,6 mm).

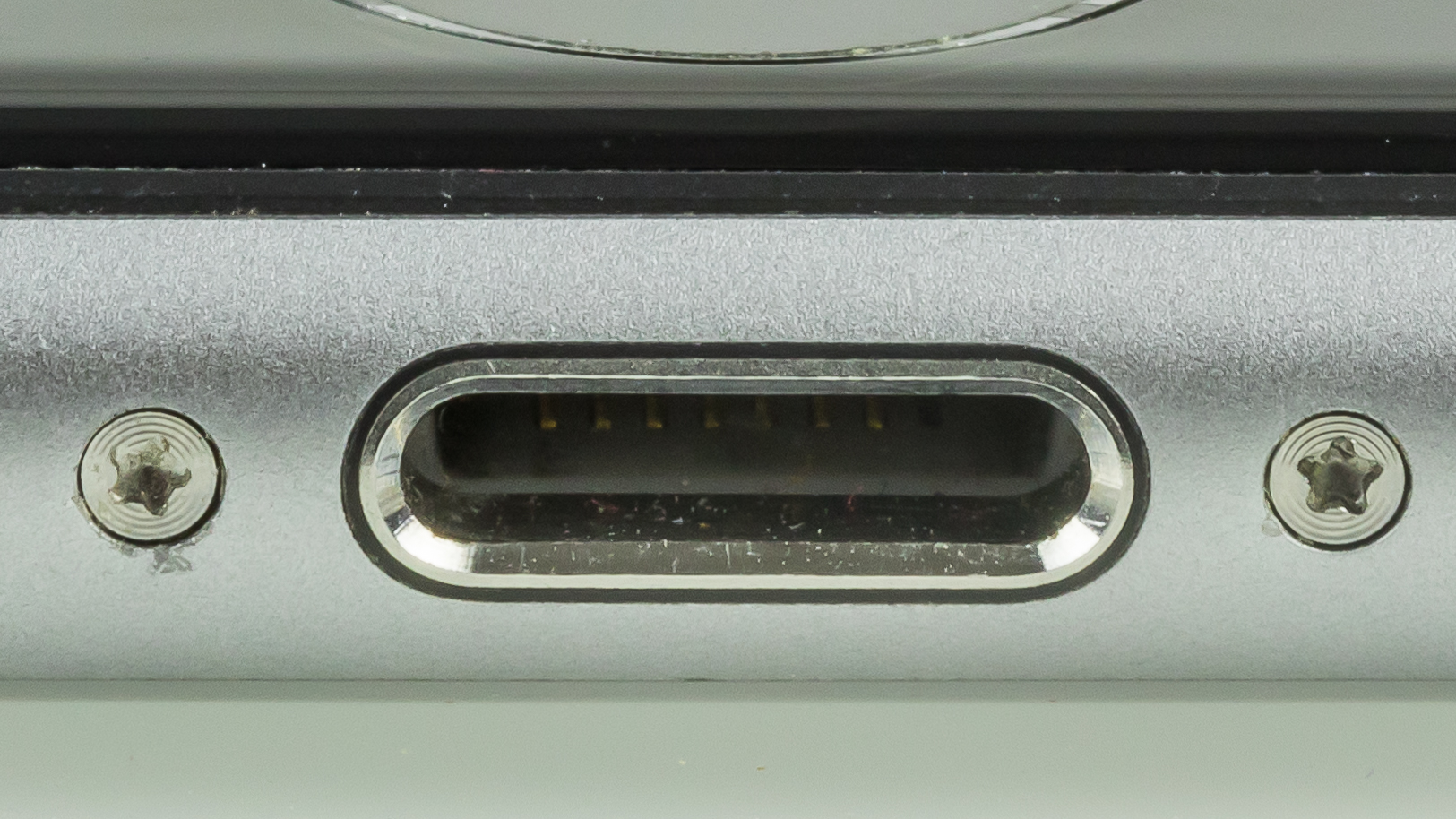
Els 2 cargols pentalobulars P2 presents a esquerra i dreta del connector Lightning d'un iPhone 6s

De forma similar els models iPhone 6, 6 Plus, 6s, 6s Plus, ES, 7, 7 Plus, 8, 8 Plus, X, Xs, Xs Max i XR també inclouen dos cargols pentalobulars exteriors, un a cada costat del seu connector Lightning .

### Apple Watch
El rellotge intel·ligent Apple Watch utilitza quatre cargols pentalobulars PL2, un parell d'ells per subjectar cada extrem de la corretja als seus dos suports. Mitjançant un tornavís pentalobular és possible reemplaçar la corretja d'aquest rellotge per una corretja comuna.

## Usos en Huawei
l'empresa multinacional xinesa Huawei ha inclòs cargols pentalobulars al Huawei P9. Aquesta decisió has estat criticada per Kyle Wiens, cofundador d'iFixit, en un article que va escriure per al lloc web de notícies Wired, argumentant que l'ús de cargols pentalobulars en lloc de cargols més comuns, impedeix als usuaris obrir els seus propis dispositius i reciclar els seus bateries. El model successor, el Huawei P10, també inclou cargols pentalobulars per fixar la coberta posterior al telèfon.

## Usos en Meizu
La companyia xinesa de productes electrònics Meizu també ha inclòs un parell de cargols pentalobulars P2 en diversos dels seus models de telèfons intel·ligents a banda i banda del connector de càrrega de la bateria:
- Al Meizu M5 .
- Al Meizu M5C .
- En el Meizu MX5 a banda i banda de la seva connector Micro-USB.
- Al Meizu PRO 5 .
- En el Meizu MX6 a banda i banda del connector USB-C. Aquests cargols fixen el frontal del telèfon a la seva carcassa, per tant és necessari extreure'ls per obrir el telèfon.
- Al Meizu M6S .
- Al Meizu PRO juny i en el Meizu PRO 6 Plus a banda i banda del connector USB-C.
- Al Meizu PRO 7 i en el Meizu PRO 7 Plus .
- Al Meizu M8C .
- Al Meizu M1 Note a banda i banda de la seva connector Micro-USB.
- Al Meizu M2 Note a banda i banda de la seva connector Micro-USB.
- Al Meizu M3 Note .
- Al Meizu M5 Note .

## Usos en Toshiba
El 2001 la companyia japonesa Toshiba va introduir el seu unitat de disc dur MK5002MAL de 1,8 polzades i 5 GB, la qual inclou cargols pentalobulars. Aquesta unitat va ser utilitzada en la primera generació del IPod classic d'Apple per proporcionar l'emmagatzematge de la música. Aquests cargols fixen la tapadora posterior de les unitats de disc, la qual dona accés als plats. Models posteriors d'aquestes unitats de disc, com ara la de 120 GB, han seguit sent integrades en els IPod classic. S'ha alcazado la capacitat de 320 GB en aquestes unitats de disc.
Algunes de les unitats de disc dur Toshiba que inclouen aquests cargols pentalobulars són:
| Interfície del bus | models |
| ------------------ | --- |
| PATA               | MK5002MAL (5 GB), MK5004MAL (5 GB), MK1003GAL (10 GB), MK2006GAL (20 GB), MK3008GAL (30 GB), MK4004GAH (40 GB), MK6024GAL (60 GB), MK8010GAH (80 GB), MK8022GAA (80 GB), MK1231GAL (120 GB), MK1634GAL (160 GB), MK2431GAH (240 GB) |
| SATA               | P3MK8016GSG (80 GB), MK1216GSG (120 GB), MK1235GSL (120 GB), MK1629GSG (160 GB), MK1633GSG (160 GB), MK2529GSG (250 GB), MK2533GSG (250 GB), MK3233GSG (320 GB)                                                                     |

Aquestes unitats estan concebudes per a ser utilitzades en dispositius portàtils com reproductors multimèdia.

## Comercialització d'eines

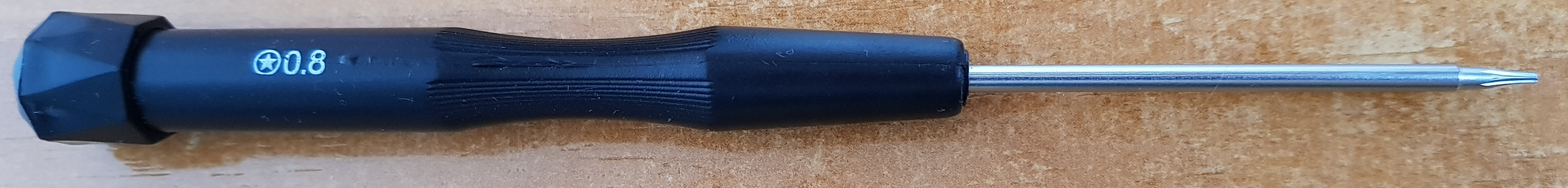
Tornavís pentalobular P2

Tot i que els tornavisos pentalobulars no se solen trobar en petites botigues locals, sí que és fàcil adquirir-los a través de botigues en línia de manera senzilla ja que també són fabricats per tercers.

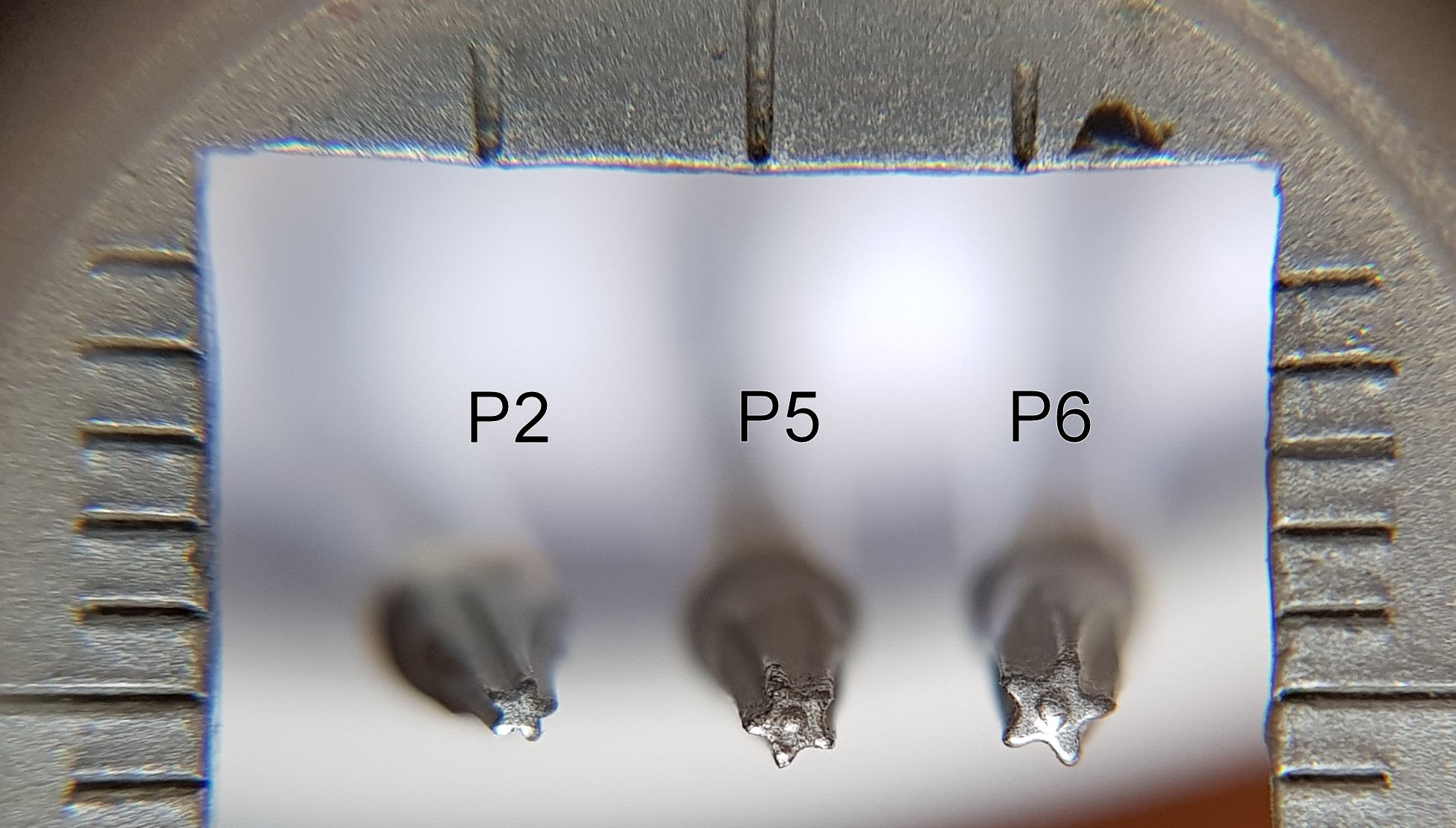
Puntes de tornavisos pentalobulars P2, P5 i P6

Després del llançament de l'iPhone 4 amb cargols pentalobulars diversos fabricants es van disposar a produir tornavisos per permetre operar sobre aquest tipus de cargols, alguns d'aquests fabricants ofereixen tornavisos a preus molt reduïts. Existeixen fins i tot jocs que inclouen tornavís pentalobular i cargols Phillips # 00, perquèl usuari pugui reemplaçar els cargols pentalobulars dels seus dispositius per cargols equivalents Phillips, els quals no requereixen eines tan específiques per extreure'ls.